# حكايتي (مسلسل)
حكايتي مسلسل تلفزيوني مصري درامي.

## القصة
تجسد ياسمين صبري في «حكايتي» دور فتاة صعيدية «داليدا»، تتعرض لظروف قهرية، بعد وفاة والدتها بالسرطان، ثم تدخل بعدها في خلافات مستمرة مع والدها، ما يدفعها للفرار إلى مدينة الإسكندرية ليلة زفافها رغبة في الاستقلال بحياتها والهرب من ثأر اعمامها، لتنقلب حياتها رأسًا على عقب بعدما يقع أحد اغنياء الإسكندرية في حبها، وتدخل في صراعات جديدة مع والدته التي تريد ابعادها عنه، ما يمثل حبكة درامية وتتصاعد الأحداث بينهم بسبب حبه ابنها لداليدا، لاسيما أن عائلته تعد من كبار العائلات في مدينة الإسكندرية. وفاء عامر تظهر في شخصية تدعى «فريدة» لديها أتيليه على شؤاطي الإسكندرية وتعمل فاشينيستا ومصصمة أزياء وتتعامل مع كبار عالم الأزياء والموضة تلجئ ياسمين صبري للعمل عندها قبل أن تتوتر العلاقة بينهما لتصبح ياسمين منافسة لها في السوق.

## طاقم العمل

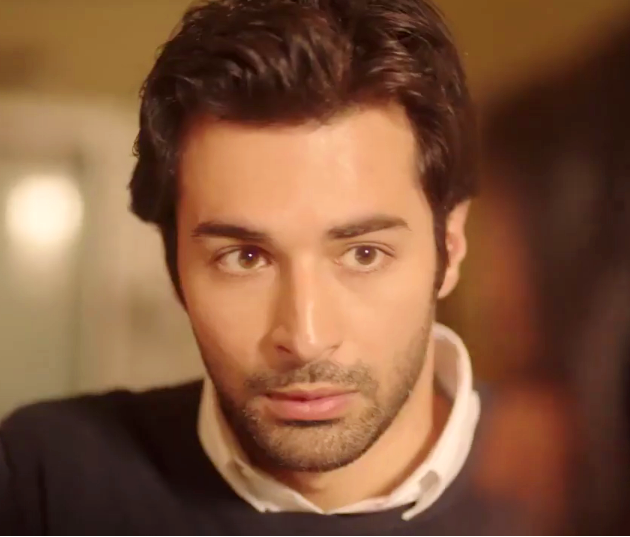
أحمد حاتم في دور أدهم

- ياسمين صبري
- وفاء عامر
- جميل برسوم
- إدوارد
- أحمد صلاح حسني
- أحمد بدير
- أحمد حاتم
- نهال عنبر
- مها أبو عوف
- هنادي مهنا

## وصلات خارجية
- صفحة مسلسل حكايتي على موقع السينما.كوم